# Edgar Allen Poe
 For alternative betydninger, se Edgar Allan Poe. (Se også artikler, som begynder med Edgar Allan Poe)
Edgar Allen Poe er en amerikansk stumfilm fra 1909 af D. W. Griffith. Den omhandler Edgar Allan Poe. Filmen blev markedsført med en fejlstavning af poetens navn; et "e" i stedet for det andet "a" i mellemnavnet.

## Medvirkende
- Barry O'Moore som Edgar Allan Poe
- Linda Arvidson som Virginia Poe
- Clara T. Bracy
- Anita Hendrie
- Arthur V. Johnson